# 墳上校
墳上校（英語：Colonel Tomb）是一位存在於傳說中的越南人民軍空軍（北越空軍）王牌飛行員，據稱於越南戰爭期間擊落了13架美軍飛機。
美國人亦將此人音譯為「尊上校」（Colonel Toon），依的英語諧音字「墳」（tomb）和使美軍飛行員命喪其下的戰績所成的雙關。
傳聞中指出他在1972年5月10日時，被美國海軍的F-4幽靈戰鬥機擊落而陣亡。然而此人實為虛構人物。

## 流傳
墳上校的名號是於越戰後期在美國海軍飛行員間開始流行的。北越空軍一架座機編號為3020的米格-17戰鬥機和另一架編號為4326的米格-21戰鬥機都曾被認為是阮通駕駛過的飛機，因為兩架機上均標有擊落敵機13架的戰果標誌，以單一飛行員的紀錄來看可居北越空軍之冠。1968年，該架外部塗上了13顆戰績標章的4326號米格-21戰機，停放在河內內排空軍基地的照片被北越當局刊登在官方雜誌中，而該照片經西方媒體轉載後，使通上校的「事蹟」受到大幅渲染。直到1972年，時任美國海軍飛行員、後以中校之階退役的前共和黨眾議員“公爵”康寧漢在一次飛行中，以AIM-9響尾蛇飛彈擊落了正巧出現的4326號米格機後，才逐漸使外界認為此人陣亡。

## 與史實之比較
然而，相關的史實卻難以支持墳上校之傳聞的真實性。依據北越空軍的一項慣例，若有同一戰機有多名飛行員駕駛過，則這些飛行員駕駛該戰機擊落的敵機數量，可直接累加在其機身上，故難以證明13架美機均為是否為同一飛行員擊落。而4326號米格機即由超過9名的北越軍官駕駛過，其中6人（包括北越實際上的頭號王牌飛行員阮文谷，擊落機數為9架）官方還封其「人民軍英雄」的稱號，而阮通本人的生平、軍旅生涯和照片從未為北越政府所公布，之後民族學方面又有研究顯示根本不是越南國語字中的任何姓名寫法。
目前對於此人之典故的來源存在數種說法，其中較為可信的一種解釋，指出最接近或的詞彙可能是某個軍用無線電台呼號，而訛誤版本的故事傳出後才生成了此一故事。